# Sandy-Hook (peintre)
Pour les articles homonymes, voir Sandy Hook.
Sandy-Hook, pseudonyme de Georges Taboureau, né le 4 septembre 1879 à Paris et mort dans la même ville le 4 février 1960, est un peintre, affichiste et illustrateur français

## Biographie
Sandy-Hook est spécialisé dans les représentations de scènes maritimes. Peintre de la Marine, il a produit de nombreuses affiches pour des compagnies transatlantiques. Des aquarelles sont connues de lui et représentent l'Aramis, l'Aviateur Roland Garros, le Champollion, tous trois paquebots des Messageries maritimes ou encore le Basque, Mossoul, Ville de La Ciotat, Karnak, , etc..
Il a participé aux travaux de camouflage pour la Marine nationale.